# Posolica
Posolica je prirodna pojava koja nastaje zbog vremenskih prilika. Žargonizam za posolicu je slana, što ne valja miješati riječju istog oblika kojom označavamo drugu prirodnu pojavu, mraz.
Nastaje djelovanjem vjetra na more, kad vjetar puhanjem preko uzburkanog mora podiže kapljice morske vode i stvara "morski dim". Drugi način na koji nastaje je udaranje snažnih morskih valova u obalu. Kad kapljice okončaju svoj put na kopnu, nastaje drugi uvjet za nastanak posolice. Te se kapljice morske vode suše, voda isparava ili ih podloga upije. Podloga mogu biti biljke, tlo i građevine. Nakon što kapljice morske vode ostanu bez vode, ostaje tanak sloj fine soli. Posolica češće nastaje u krajevima izloženima buri, poput Paga, na koji bura nanosi morske kapljice iz Velebitskog kanala. Ostali vjetrovi ne stvaraju posolicu. Posolica se obično primi za podlogu kao što su trava, grmlje i stabla. Ako je obilnija, taloži se i na kućama i kamenjaru. U slučaju da jaka bura potraje, posolica može biti debela i nekoliko centimetara, pa predjeli pogođeni posolicom izgledaju kao da je pao snijeg.
Ako je veća koncentracija soli, to je štetnije za biljni svijet, jer oštećuje listove i cvjetove, a biljke se otežano opskrbljuju vodom jer povećava osmotsku vrijednost tla. Biljke zbog posolice postaju slane. Dio biljnih vrsta prilagodio se posolici. To su biljke koje nazivamo halofitima ili slanjačama. Redovnu opskrbu vodom iz tla osiguravaju nagomilavanjem soli u stanicama čime postižu višu osmotsku vrijednosti od one u tlu. Druga skupina biljaka od soli se brani prilagođenim debelim vanjskim slojem stanica, a uz to mogu imati dodatnu zaštitu u obliku voska ili dlačica.
Zaslanjene biljke su domaćim životinjama ukusna hrana. Paško ovčarstvo osobito je ovisno o njoj, jer je zbog posolice na travi i aromatskom bilju mlijeko paške ovce jedinstvena okusa i kvalitete, a paški sir koji se pravi od tog mlijeka zahvaljujući tome posebna je okusa.
Posolicom se ljudi od davnina služe u proizvodnji i preradi mesnih proizvoda. Služe se njome za konzerviranje mesa i ribe (sušenje pršuta).
Posolica stvara problem i elektroopskrbi. Fini slojevi soli na elektropostrojenjima i na žicama dalekovoda stvaraju probleme pojavom prvih količina vode, bilo da se radi o kiši, magli ili povećanju vlažnosti zraka. Posljedica je otapanje posolice, koja nagriza metalne konstrukcije, oštećuje izolaciju i stvara kratke spojeve, zbog čega nestaje struje.